# Jan Czepułkowski

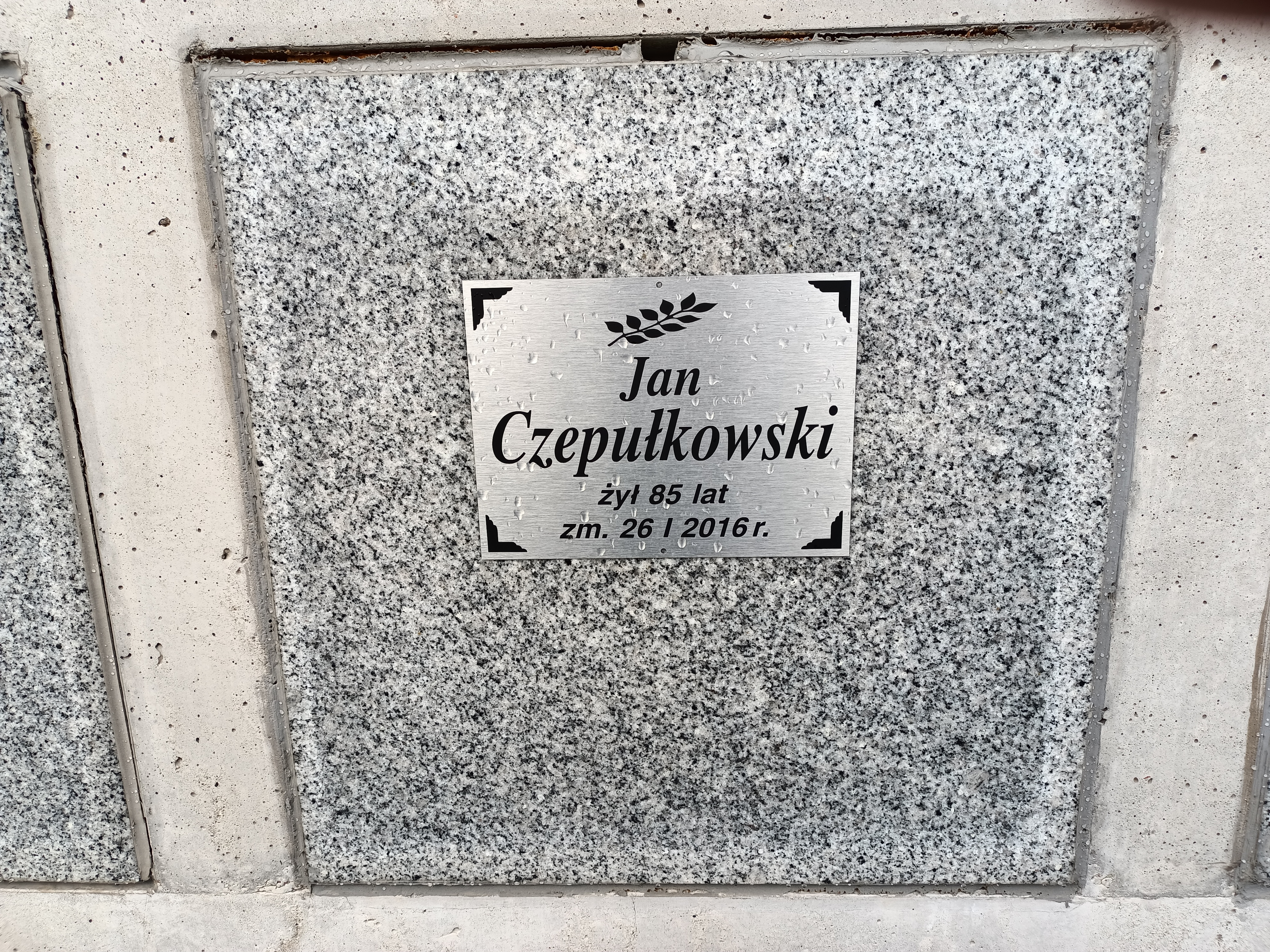
Grób Jana Czepułkowskiego na cmentarzu Północnym w Warszawie

Jan Czepułkowski (ur. 17 lipca 1930 w Mołodecznie, zm. 26 stycznia 2016 w Warszawie) – polski sztangista, medalista mistrzostw świata i Europy, olimpijczyk.

## Kariera
Pierwszy sukces w karierze osiągnął w 1956 roku, kiedy podczas mistrzostw Europy w Helsinkach zdobył brązowy medal w wadze średniej. Na rozgrywanych rok później mistrzostwach Europy w Katowicach był drugi w wadze lekkiej. W tym samym roku wywalczył również brązowy medal na mistrzostwach świata w Teheranie, przegrywając tylko z Wiktorem Buszujewem z ZSRR i Iwanem Abadżiewem z Bułgarii. Zdobył także brązowy medal na mistrzostwach Europy w Warszawie w 1959 roku. W 1956 roku wystartował na igrzyskach olimpijskich w Melbourne, gdzie zajął szóste miejsce w wadze lekkiej z rezultatem 360 kg w trójboju.
Trzykrotnie zdobywał mistrzostwo Polski: w latach 1954 i 1955 w wadze lekkiej (do 67,5 kg), a także w 1958 roku w wadze średniej (75 kg).
Reprezentował AZS Warszawa.
Zmarł 26 stycznia 2016 roku.